# Pergalumna pauliensis
Pergalumna pauliensis är en kvalsterart som beskrevs av Pérez-Íñigo och Baggio 1991. Pergalumna pauliensis ingår i släktet Pergalumna och familjen Galumnidae. Inga underarter finns listade i Catalogue of Life.